# Linedance
Line dance är en dans med amerikanskt ursprung, som från början av 1970-talet, när dansformen fick ett rejält uppsving, dansades till countrymusik, men numera förekommer de flesta musikstilar och det produceras många danser till radions topplistor. Det är ingen pardans, även om det förekommer koreografier där man interagerar med varandra, och inte heller samma sak som squaredans. De dansande står i rader - därav namnet. Danserna är uppbyggda av olika stegkombinationer som beskrivs i stegbeskrivningar. Det finns idag (2012) runt 60 000 olika danser.

## Undervisning
I och med att Linedance består av olika i dansbeskrivningar beskrivna stegkombinationer som är i princip unika för varje musikstycke måste man lära in varje dans. Olika linedanceklubbar genomför regelbundet träningstillfällen. Från början, innan internet fanns, var man tvungen att sprida sina danser med hjälp av skriftliga dansbeskrivningar. Att då öva tillsammans i klubbar var det bästa sättet att lära sig en dans. Numera kan man också se danser på Youtube och lära sig danser den vägen. Dock skrivs alltid en dans ned i en stegbeskrivning. 
Klubbar anordnar workshops kring dansutlärning. Det kan handla om gamla danser, som måste läras ut till en ny danspublik, det kan vara internationella koreografer som lär ut nyskrivna danser.

## Socialdans
Linedance som socialdans, dvs dans för nöjes skull, sker på en "öppen dans" där man oftast dansar till en danslista, som DJ:n har gjort i förhand, ibland med utrymme för önskedanser.

## Tävlingsverksamhet
Line Dance är sedan några år upptaget i Svenska Danssportförbundet där man idag har ett eget verksamhetsområdet, VO. För närvarande pågår arbete med att få fram rutiner och organisation kring tävlingar inom Line Dance. Exempelvis examineras instruktörer och domare av bland annat NTA (The National Teachers' Association for Country-Western Dance).
Internationellt finns olika parallella organisationer som genomför tävlingar, United Country Western Dance Council (UCWDC)  , World Country Dance Federation (WCDF)  och World Dance Masters (WDM).

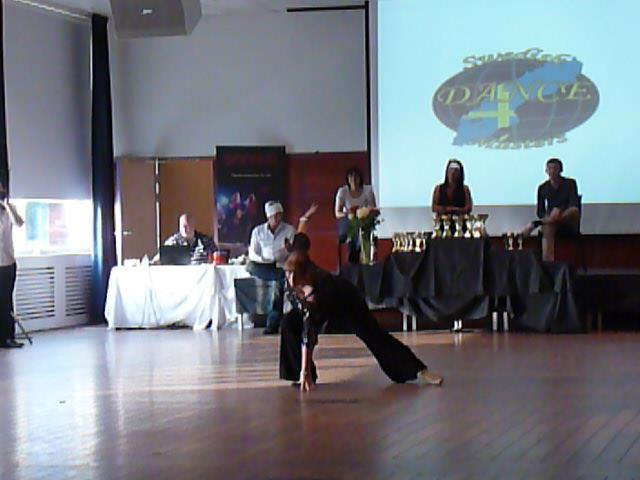
Linedancetävling i Stenungsund 2011, Swedish Masters (Kvalificering till World Dance Masters i Blackpool). Man tävlar individuellt. Domarna (i bakgrunden) bedömer dansprestationen.

## Danskaraktärer
I Linedance förekommer olika karaktärer av danser. I alla karaktärer är grundstegen är de samma, men man dansar dem på olika sätt. I tävlingssammanhang finns sex karaktärer definierade:
- Smooth (West Coast Swing, Night Club och Two step). En mjuk dansstil som ger härligt flyt. Inga böjda knän-det ska gå som en rak tråd genom kroppen.
- Lilt ( Polka, East Coast Swing, Jive). Karaktäriseras av studsande steg och medryckande musik.
- Rise & fall (Vals)
- Cuban (cha cha, rumba, mambo)
- Funky (disco, soul, funk) En modern dans som kräver attityd. Påminner om hip-hop och street-dance.
- Novelty (lustbetonad dans till anpassad musik)